# Tlayahualco, Copalillo
Tlayahualco är en ort i Mexiko.   Den ligger i kommunen Copalillo och delstaten Guerrero, i den sydöstra delen av landet, 170 km söder om huvudstaden Mexico City. Tlayahualco ligger 579 meter över havet och antalet invånare är 462.
Terrängen runt Tlayahualco är huvudsakligen kuperad, men söderut är den bergig. Tlayahualco ligger nere i en dal. Runt Tlayahualco är det ganska glesbefolkat, med 31 invånare per kvadratkilometer. Närmaste större samhälle är Copalillo, 14,6 km nordost om Tlayahualco. I omgivningarna runt Tlayahualco växer huvudsakligen savannskog.